# دهستان درز و سایبان
دهستان درز و سایبان، یکی از دهستان‌های بخش مرکزی شهرستان لارستان در استان فارس ایران است. مرکز این دهستان، روستای درز است.

## جمعیت
بر پایه سرشماری عمومی نفوس و مسکن در سال ۱۳۹۵، جمعیت دهستان درز و سایبان برابر با ۶٬۰۸۱ نفر بوده است.